# The Double (pel·lícula de 2013)
The Double és una comèdia negra thriller britànica de 2013 escrita i dirigida per Richard Ayoade i protagonitzada per Jesse Eisenberg i Mia Wasikowska. Es basa en la novel·la de 1846 El doble de Fiódor Dostoievski, sobre un home que es va arruïnar quan és usurpat per un doppelgänger. Va ser produïda per Alcove Entertainment, amb Michael Caine, Graeme Cox (Attercop), Tessa Ross (Film4) i Nigel Williams com a productors executius.

## Argument
L'oprimit Simon James ha treballat a la seva oficina durant set anys, però el seu cap, anomenat The Coronel, i els seus companys l'ignoren. Des del seu apartament espia una bonica companya de feina a la qual admira, Hannah, que viu a l'apartament del seu davant. La veu tirant art i secretament el recupera i l'admira. Una nit, Simon veu un home saltar a la seva mort des del pis de l'apartament de l'Hannah. Parla amb els detectius, que expliquen que si l'home hagués saltat uns metres cap a la dreta, hauria estat molt ferit però hauria sobreviscut. Simon porta l'Hannah a un restaurant on la cambrera, Kiki, li informa que té una trucada de la seva mare. Quan torna a la taula, Hannah se n'ha anat. Aleshores, Simon canvia la seva televisió per diners i compra un regal per a Hannah.
A la feina, el cap de Simon anuncia l'arribada d'un nou empleat, James Simon, que sembla idèntic a Simon, cosa que fa que Simon es desmai a primera vista. Assertiu i encantador, James és el polar oposat de Simon. Per molèstia de Simon, James no sols rep el respecte dels seus companys de feina, sinó que ningú sembla notar que són idèntics en aparença. En James, en canvi, sí que s'adona d'això i veu el dolor de Simon. Per llàstima, decideix fer parella amb Simon i tots dos esmorzen al restaurant de Kiki. Més tard, van a un bar on James li dóna consells a Simon sobre com seduir a Hannah. Aleshores, Hannah li pregunta a James una cita a través de Simon. A la cita, Simon fa veure que és James, amb el veritable James donant-li instruccions a través de l'auricular. Quan Simon es posa nerviós, els dos s'intercanvien de lloc i James fa un petó a Hannah, enfadant Simon. James li demana a Simon que faci una prova d'aptitud en el seu lloc i sedueix a la filla malhumorada i rebel del seu cap, Melanie, a qui Simon va rebre ordres de tutora, cosa que es resisteix a fer.
Simon es venja de James revelant a Hannah que James l'està enganyant amb Melanie. Furiós, James fa xantatge a Simon per les claus del seu apartament utilitzant fotos explícites que va fer d'ell mateix amb Melanie, sabent que el seu cap creurà que és Simon a les fotos. A la feina, Simon acusa en James de ser un impostor i és acomiadat després de fer una diatriba maníaca. Quan està a punt de suïcidar-se, veu la Hannah estirada inconscient al seu apartament. Ell truca a una ambulància i l'acompanya a l'hospital, on es revela que no només va fer una sobredosi sinó que també va patir un avortament involuntari (s'havia quedat embarassada després d'una trobada sexual amb James). Aleshores, Simon porta l'Hannah a casa, alleujat perquè ha sobreviscut. Encara molesta, però, Hannah afirma que volia morir i suggereix que Simon se suïcidi. Repassa les butxaques de la jaqueta de Simon i descobreix unes arracades que li havia comprat i el seu art recuperat.
Simon s'assabenta que la seva mare ha mort i troba en James al seu funeral. Simon li dóna un cop de puny i descobreix que comparteixen ferides; com el nas de James sagna, també ho fa el de Simon. Ell troba l'Hannah i li diu que vol que siguin informats. Va al seu apartament i emmanilla el James adormit al seu llit, després va a la cornisa que hi ha sobre l'apartament de l'Hannah, fa un pas cap a la dreta i salta. Està molt ferit. Hannah corre cap a ell i arriba una ambulància. Sense atenció mèdica, el James emmanillat sembla estar a la vora de la mort mentre es troba immòbil al pis de l'apartament.
Dins de l'ambulància, el coronel i la Hannah vetllen per Simon. El coronel li diu a Simon que és "especial", a la qual cosa aquest últim respon amb un mig somriure: "M'agradaria pensar que sóc força únic".

## Repartiment
- Jesse Eisenberg com a Simon James/James Simon[2]
- Mia Wasikowska com a Hannah
- Wallace Shawn com a Mr. Papadopoulos
- Noah Taylor com a Harris
- Cathy Moriarty com a Kiki
- James Fox com a The Colonel
- Yasmin Paige com a Melanie Papadopoulos
- Phyllis Somerville com a Mrs. James
- Kobna Holdbrook-Smith com a Guàrdia/Doctor
- Tony Rohr com a Rudolph
- Susan Blommaert com a Liz
- Jon Korkes com a Detectiu
- Tim Key com a cuidador
- Lloyd Woolf com a investigador
- Lydia Ayoade com a vigilant de proves
- Sally Hawkins com a recepcionista a Ball
- Saul Williams com a seguretat al Ball
- J Mascis com a Conserge
- Christopher Morris com a Oficial
- Chris O'Dowd com a infermera
- Craig Roberts com a jove detectiu
- Kierston Wareing com a data del funeral
- Paddy Considine com a Jack/PT Kommander
- Gemma Chan com a jutge glamurós
- Rade Šerbedžija com a vell espantós

## Producció
Al febrer de 2012 es va informar que Richard Ayoade dirigiria The Double, protagonitzada per Jesse Eisenberg i Mia Wasikowska, al Regne Unit. La fotografia principal va començar el 20 de maig de 2012 a Londres.

## Banda sonora
La banda sonora d'Andrew Hewitt inclou una progressió recurrent d'acords pesats tocats per cordes. La progressió d'acords prové de la cançó "Der Doppelgänger" de Franz Schubert.

## Llançament
The Double es va estrenar al Festival Internacional de Cinema de Toronto el 7 de setembre de 2013. El 15 d'octubre de 2013 es va anunciar que Magnolia Pictures havia adquirit els drets dels EUA per a un llançament de 2014.

### Taquilla
La pel·lícula es va estrenar a dos cinemes dels Estats Units i va recaptar 14.646 dòlars. Va acabar recaptant 200.406 dòlars a Amèrica del Nord i 2.065.775 dòlars internacionals per un total de 2.266.181 dòlars.

### Recepció crítica
La pel·lícula va rebre crítiques positives de la crítica i té una valoració del 83% a Rotten Tomatoes basada en 131 crítiques, amb una valoració mitjana de 6,9/10. El consens afirma: "Increïblement desolador i emocionant i ambiciós, The Double ofereix a Jesse Eisenberg un parell de papers convincents alhora que reafirma el notable talent de l'escriptor i director Richard Ayoade." La pel·lícula també té una puntuació de 68 sobre 100 a Metacritic  basat en 31 ressenyes.
Jon Espino de TheYoungFolks.com va donar a la pel·lícula nou de cada deu, afirmant:
| « | L'escriptor/director Richard Ayoade s'havia superat realment a si mateix. La manera com va reimaginar i modernitzar la novel·la de Fiódor Dostoievski El doble, és una pura visió artística. Els tons foscos només es veuen millorats per les notes lleugeres d'humor al llarg de la pel·lícula. L'avantguarda, l'estil experimental i l'escenografia minimalista d'Ayoade sonen com una parella estranya, però en realitat funcionen molt bé juntes. | » |

També va elogiar l'actuació d'Eisenberg, dient:
| « | En el seu millor treball des de La xarxa social, Eisenberg retrata les personalitats polaritzades de Simon i James amb tanta facilitat. La història descansa bàsicament sobre les seves espatlles mentre el seguim en el seu descens a la bogeria. Entre els diàlegs trepidants i les fulles de primers plans també hi ha una història molt complexa que el final s'obre a interpretació. | » |